# I Luv Money Records
Az I Luv Money Records egy német hiphop lemezkiadó cég, alapítva 2001-ben King Orgasmus One, Bass Sultan Hengzt, D-Bo és Bushido által.

## Csatlakozott előadók (jelenleg)
- Amir
- Atakan
- Clickx
- JokA
- King Orgasmus One
- Murdoch
- Sera Finale
- DJ Jim Tonic

### Korábbi előadók
- Bushido
- D-Bo
- Kaisa
- Godsilla
- Bass Sultan Hengzt

### Kiadások
- 2001: Deutscha Playa (D-Bo)
- 2001: Tag der Abrechnung (King Orgasmus One)
- 2001: King of KingZ (Bushido)
- 2001: I Luv Money Sampler (ILM Records)
- 2002: Mein Kampf (King Orgasmus One)
- 2002: Hassmonsta (Kaisaschnitt)
- 2002: Berlin Bleibt Hart (Orgi 69 és Bass Sultan Hengzt)
- 2003: Fick mich… und halt dein Maul! (King Orgasmus One)
- 2003: Der Weg des Drachen (Don Shizo)
- 2003: Capokalypse (Capo Fiasko)
- 2003: Orgi Pörnchen 1 der Sondtrack (King Orgasmus)
- 2003: Drive-By In E-Moll (F.A.T.)
- 2003: Das Massengab  (Kaisaschnitt)
- 2003: Serkulation (Serk)
- 2004: Übertalentiert (Godsilla)
- 2004: Es gibt kein Battle (King Orgasmus One)
- 2004: Orgi Pörnchen 2 Soundtrack (King Orgasmus)
- 2004: Asphalt ist kalt (Roulette)
- 2002: Cheetazweedndirtywiggaz (Clickx)
- 2005: Alles nur aus Liebe (King Orgasmus One)
- 2005: Schmutzige Euros (King Orgasmus One és Godsilla)
- 2005: Orgi Pörnchen 3 (King Orgasmus)
- 2005: Im Schatten der Mafia (Soldiers Of Darklife)
- 2006: Ready to rumble (Clickx)
- 2006: Massenhysterie (Godsilla)
- 2006: OrgiAnal Arschgeil (King Orgasmus One)
- 2006: Orgi Pörnchen 4 (King Orgasmus)
- 2007: Übertalentiert - Premium Edition (Godsilla)
- 2007: Schmutzige Euros 2 (King Orgasmus One és Godsilla)
- 2007: La petite Mort (King Orgasmus One)
- 2007: Die nächste Kugel im Lauf (Sera Finale)
- 2007: Currywurst mit Darm (King Orgasmus One mint Imbiss Bronko)
- 2007: City Of God (Godsilla)
- 2008: Explosiv (Amir)
- 2008: Orgi Pörnchen 5 (King Orgasmus)
- 2008: Best of Pörnchen (King Orgasmus)
- 2008: Liebe ist schön (Best of) (King Orgasmus)
- 2008: Gehirnwäsche (JokA)
- 2008: Bronko im Kalorienreich (King Orgasmus mint Imbiss Bronko)
- 2008: I Luv Money Sampler Nr. 2 (Label Compilation)
- 2009: "Bis zum Anschlag" Atakan feat. Orgi 69 (Myspace exkluzív)
- 2012: "Rapcore" (Atakan)

### Kazetta/Bakelit
- 2001: King Of Kingz (Bushido)
- 2006: I Luv Money Records präsentiert (Label compilation)